# Nadeshiko League Cup 2017
Der Nadeshiko League Cup 2017 ist die 6. Austragung des Fußball-Pokalwettbewerbs für japanische Vereinsmannschaften der Frauen unter diesem Namen. Sie besteht aus insgesamt zwei Wettbewerben, der Nadeshiko League Cup 1 und der Nadeshiko League Cup 2. Die reguläre Saison beginnt im April und wird voraussichtlich im September 2017 enden.

## Nadeshiko League Cup 1

### Tabelle Gruppe A
| Pl. | Verein                    | Sp. | S | U | N | Tore    | Diff. | Punkte |
| --- | ------------------------- | --- | - | - | - | ------- | ----- | ------ |
| 1.  | NTV Beleza (P)            | 8   | 7 | 0 | 1 | 028:700 | +21   | 21     |
| 2.  | JEF United Ichihara Chiba | 8   | 4 | 1 | 3 | 011:900 | +2    | 13     |
| 3.  | AC Nagano Parceiro        | 8   | 3 | 1 | 4 | 016:180 | −2    | 10     |
| 4.  | Nojima Stella             | 8   | 2 | 1 | 5 | 010:200 | −10   | 07     |
| 5.  | Albirex Niigata           | 8   | 2 | 1 | 5 | 008:190 | −11   | 07     |

| Zum 8. Spieltag:                                             |                                     |
| Qualifikation zum Halbfinale des Nadeshiko League Cup 1 2017 |                                     |
|                                                              |                                     |
| Zum Saisonende 2016:                                         |                                     |
| (P)                                                          | Amtierender Pokalsieger: NTV Beleza |
|                                                              |                                     |

### Tabelle Gruppe B
| Pl. | Verein             | Sp. | S | U | N | Tore    | Diff. | Punkte |
| --- | ------------------ | --- | - | - | - | ------- | ----- | ------ |
| 1.  | INAC Kōbe Leonessa | 8   | 5 | 1 | 2 | 019:100 | +9    | 16     |
| 2.  | Urawa Red Diamonds | 8   | 4 | 4 | 0 | 010:600 | +4    | 16     |
| 3.  | Vegalta Sendai     | 8   | 2 | 3 | 3 | 009:100 | −1    | 09     |
| 4.  | AS Elfen Saitama   | 8   | 2 | 1 | 5 | 006:150 | −9    | 07     |
| 5.  | Iga FC Kunoichi    | 8   | 1 | 3 | 4 | 008:110 | −3    | 06     |

| Zum 8. Spieltag:                                              |
| Qualifikation zum Halbfinale des Nadeshiko League Cup 1 2017- |

### Halbfinale
Die Spiele des Halbfinales wurden am 5. August 2017 ausgetragen.
|                    | Ergebnis        |                           |
| ------------------ | --------------- | ------------------------- |
| NTV Beleza         | 2:2 (4:5 i. E.) | Urawa Red Diamonds        |
| INAC Kōbe Leonessa | 0:1             | JEF United Ichihara Chiba |

### Finale
Das Finale wurde am 12. August 2017 ausgetragen.
|                    | Ergebnis |                           |
| ------------------ | -------- | ------------------------- |
| Urawa Red Diamonds | 0:1      | JEF United Ichihara Chiba |

## Nadeshiko League Cup 2

### Tabelle Gruppe A
| Pl.                     | Verein                                          | Sp. | S | U | N | Tore    | Diff. | Punkte |
| ----------------------- | ----------------------------------------------- | --- | - | - | - | ------- | ----- | ------ |
| 1.                      | ORCA Kamogawa FC                                | 0   | 0 | 0 | 0 | 000:000 | ±0    | 0      |
| 1.                      | Nippon Sport Science University Fields Yokohama | 0   | 0 | 0 | 0 | 000:000 | ±0    | 0      |
| 1.                      | Sfida Setagaya FC                               | 0   | 0 | 0 | 0 | 000:000 | ±0    | 0      |
| 1.                      | Speranza FC Ōsaka Takatsuki                     | 0   | 0 | 0 | 0 | 000:000 | ±0    | 0      |
| 1.                      | Yokohama FC Seagulls                            | 0   | 0 | 0 | 0 | 000:000 | ±0    | 0      |
| Stand: Vor Saisonbeginn |                                                 |     |   |   |   |         |       |        |

| Zum 8. Spieltag:                                             |  |
| Qualifikation zum Halbfinale des Nadeshiko League Cup 2 2017 |  |
|                                                              |  |

### Tabelle Gruppe B
| Pl.                     | Verein                               | Sp. | S | U | N | Tore    | Diff. | Punkte |
| ----------------------- | ------------------------------------ | --- | - | - | - | ------- | ----- | ------ |
| 1.                      | Cerezo Osaka                         | 0   | 0 | 0 | 0 | 000:000 | ±0    | 0      |
| 1.                      | Ehime FC                             | 0   | 0 | 0 | 0 | 000:000 | ±0    | 0      |
| 1.                      | AS Harima ALBION (P)                 | 0   | 0 | 0 | 0 | 000:000 | ±0    | 0      |
| 1.                      | Kibi International University Charme | 0   | 0 | 0 | 0 | 000:000 | ±0    | 0      |
| 1.                      | Okayama Yunogo Belle                 | 0   | 0 | 0 | 0 | 000:000 | ±0    | 0      |
| Stand: Vor Saisonbeginn |                                      |     |   |   |   |         |       |        |

| Zum 8. Spieltag:                                             |                                            |
| Qualifikation zum Halbfinale des Nadeshiko League Cup 2 2017 |                                            |
|                                                              |                                            |
| Zum Saisonende 2016:                                         |                                            |
| (P)                                                          | Amtierender Pokalsieger: AS Harimau ALBION |